# Giuseppe Maria Maniscalco
Giuseppe Maria Maniscalco (Alessandria di Sicilia, 2 giugno 1783 – 10 aprile 1855) è stato un vescovo cattolico italiano, vescovo di Avellino e 3º vescovo di Caltagirone.

## Biografia
È stato ordinato presbitero il 7 giugno 1807.
Entrato a far arte dell'Ordine dei frati minori, ne è divenuto ministro generale nel 1838.
Il 17 giugno 1844 è stato nominato vescovo di Avellino da papa Gregorio XVI; ha ricevuto l'ordinazione episcopale nella basilica di Santa Maria in Aracoeli a Roma il 23 giugno seguente dal cardinale Luigi Lambruschini, segretario di Stato, coconsacranti gli arcivescovi Camillo Di Pietro, nunzio apostolico nel Regno delle Due Sicilie, e Angelo Antonio Scotti.
Dieci anni dopo, il 7 aprile 1854 papa Pio IX lo ha trasferito alla sede di Caltagirone.
È morto appena un anno dopo, il 10 aprile 1855.

## Genealogia episcopale
La genealogia episcopale è:
- Cardinale Scipione Rebiba
- Cardinale Giulio Antonio Santori
- Cardinale Girolamo Bernerio, O.P.
- Arcivescovo Galeazzo Sanvitale
- Cardinale Ludovico Ludovisi
- Cardinale Luigi Caetani
- Cardinale Ulderico Carpegna
- Cardinale Paluzzo Paluzzi Altieri degli Albertoni
- Papa Benedetto XIII
- Papa Benedetto XIV
- Papa Clemente XIII
- Cardinale Marcantonio Colonna
- Cardinale Giacinto Sigismondo Gerdil, B.
- Cardinale Giulio Maria della Somaglia
- Cardinale Luigi Lambruschini, B.
- Vescovo Giuseppe Maria Maniscalco, O.F.M.